# 藤原基家 (陸奥守)
藤原 基家（ふじわら の もといえ）は、平安時代中期から後期にかけての貴族。藤原北家道綱流、参議・藤原兼経の長男。官位は正四位下・陸奥守。

## 経歴
後朱雀朝の長暦4年（1040年）左近衛少将に任ぜられると、後冷泉朝の永承7年（1052年）頃まで10年以上に亘ってこれを務める。のち、左近衛中将を務めた。
民部大輔を経て、三河守・周防守と後三条朝から白河朝にかけて地方官を歴任する。後三年の役の翌年である寛治2年（1088年）陸奥守・源義家の後任を藤原永清と争い、基家が任ぜられた。寛治6年（1092年）5月から6月にかけて陸奥国最大の在地勢力である藤原清衡に合戦の企てが見える旨を朝廷に報告した。翌寛治7年（1093年）8月15日に任国において卒去。最終官位は陸奥守正四位下。享年70歳ほどとされる。	

## 官歴
- 長暦4年（1040年） 正月25日：左近衛少将[2]
- 寛徳2年（1045年） 4月24日：兼尾張守、後朱雀院判官代少将如元[3]
- 永承7年（1052年） 4月5日：見左近衛少将[2]
- 時期不詳：左近衛中将[4]
- 康平5年（1062年） 正月13日：見民部大輔[5]
- 延久5年（1073年） 正月8日：見前三河守[6]
- 寛治元年（1087年） 6月2日：見前周防守[7]
- 寛治2年（1088年） 正月25日：陸奥守[8]
- 寛治7年（1093年） 8月15日：卒去（陸奥守正四位下）[9]

## 系譜
『尊卑分脈』による。
- 父：藤原兼経
- 母：藤原隆家の娘
- 妻：不詳
  - 男子：藤原実保
- 養子女
  - 養子：藤原顕仲 - 実は藤原資仲の三男